# Ер Тауншип (округ Фултон, Пенсільванія)
Ер Тауншип (англ. Ayr Township) — селище (англ. township) в США, в окрузі Фултон штату Пенсільванія. Населення — 2036 осіб (2020).

## Демографія
Згідно з переписом 2010 року, у селищі мешкали 1942 особи в 789 домогосподарствах у складі 582 родин. Було 916 помешкань
Расовий склад населення:
| - 98,7 % — білих - 0,7 % — чорних або афроамериканців - 0,1 % — корінних американців - 0,1 % — азіатів |

До двох чи більше рас належало 0,5 %. Частка іспаномовних становила 0,3 % від усіх жителів.
За віковим діапазоном населення розподілялося таким чином: 21,7 % — особи молодші 18 років, 61,3 % — особи у віці 18—64 років, 17,0 % — особи у віці 65 років та старші. Медіана віку мешканця становила 43,5 року. На 100 осіб жіночої статі у селищі припадало 105,9 чоловіків;  на 100 жінок у віці від 18 років та старших — 101,7 чоловіків також старших 18 років.
Середній дохід на одне домашнє господарство  становив 60 202 долари США (медіана — 54 545), а середній дохід на одну сім'ю — 67 427 доларів (медіана — 67 292). Медіана доходів становила 44 167 доларів для чоловіків та 29 007 доларів для жінок. За межею бідності перебувало 12,7 % осіб, у тому числі 21,2 % дітей у віці до 18 років та 8,1 % осіб у віці 65 років та старших.
Цивільне працевлаштоване населення становило 986 осіб. Основні галузі зайнятості: виробництво — 25,6 %, освіта, охорона здоров'я та соціальна допомога — 20,1 %, роздрібна торгівля — 13,4 %, будівництво — 7,9 %.